# アフター・サーヴィス
『アフター・サーヴィス』 (After Service) は、YMOの9枚目のアルバム。1984年2月22日にアルファレコード（¥ENレーベル）からリリースされた。

## 解説
1983年に行われた散開ライブ「1983 YMO ジャパンツアー」から12月12日、13日の日本武道館公演を収録したライブ・アルバムで、旧YMO（1978～1983）としては実質的なラストアルバム。前作『サーヴィス』（1983年）からの楽曲は一部を除きカットされている（シングルリリースの「See-Through」「以心電信」のみ収録）。
ライブごとにアドリブも含めてアレンジを変えることが多いYMOは、このライブでもアルバムとは違うアレンジで演奏されており、初期のアルバムからの曲は全体的に明るめのアレンジとなっている。
サポートメンバーに元ABCのデヴィッド・パーマーが参加しており、高橋幸宏は（一部曲を除き）ボーカル曲ではボーカルに徹している。
後に同公演の映像を使用した映画『A Y.M.O. FILM PROPAGANDA』（1984年）が公開された他、同公演での演奏曲を全て収録したライブアルバム『コンプリート・サーヴィス』（1992年）がリリースされた。

## 背景
1983年10月19日放送のニッポン放送ラジオ番組『高橋幸宏のオールナイトニッポン』内にてメンバー3人の口から正式に「散開」が宣言され、11月23日の北海道立産業共進会場を皮切りにYMOにとって最後となるコンサートツアー「1983 YMO ジャパンツアー」が開始された。12月14日には散開記念アルバムとして『サーヴィス』がリリースされ、オリコンチャートにて最高位5位を獲得した。ツアー最終日となる12月22日には日本武道館公演が行われ、同公演は世界コミュニケーション年記念、国連大学協力によるチャリティー・コンサートとなった。
12月28日には『高橋幸宏のオールナイトニッポン』が最終回を迎え、ゲストとして細野晴臣、立花ハジメ、鈴木慶一が出演した他、坂本龍一と矢野顕子は電話にて出演した。12月29日にはNHK-FMにて12月22日の日本武道館公演の模様が放送され、12月31日にはNHK総合特番『YMO SPECIAL』が放送され、散開ライブの映像を中心とし、ゲストとして伊武雅刀、デヴィッド・ボウイが出演した。
1984年に入り、1月11日の江の島水族館での撮影より映画『A Y.M.O. FILM PROPAGANDA』がクランクインされる。1月25日には高橋のライブアルバム『tIME aND pLACE』、細野が参加した戸川純のアルバム『玉姫様』、細野が作曲した安田成美のシングル「風の谷のナウシカ」がリリースされた。1月28日には中野刑務所脇にて3人の撮影が行われ、映画『A Y.M.O. FILM PROPAGANDA』の撮影はクランクアップとなった。2月10日には映画にて使用された旧YMOとして最後の作品となる「M16」のレコーディングが行われた。

## 録音
本作は1983年12月12日から12月13日にかけて開催された日本武道館での散開ライブの模様を収録している。
当日の演出は劇団黒テントの設立者である佐藤信、美術は妹尾河童が担当した。佐藤のアイディアでメンバー3人は軍服のような衣装を身に纏い、セットはナチス・ドイツの宣誓台のようなものになっていた。この事や初期に赤い人民服を着衣していた事に関して細野は「ファッショ=ファッション」と捉えて気軽に行っていたが、人民服に関して中国人から「あの人民服はいけませんね」と宣告された事や、ナチス・ドイツを模した衣装に関してアルファレコード社長村井邦彦の秘書であるイギリス人に「自分のおじいさんはアウシュヴィッツにいたから、これは許せない」と嫌悪感を示された事を後に語っている。また高橋は、演出に関してYMOのそれまでのツアーと異なりほとんどメンバーはノータッチであったこと、その理由として「『今は自分たちでコントロールしているYMOじゃない』っていう気持ちが完全にあったんですね」と当時を回想している。
サウンド面に関しては、当日も含めて「散開コンサートツアー」の頃には全てがシステマチックに構成されており、コンピュータ演奏との同期の困難さやトラブルとは無縁となっており、それに関して細野は「全然緊張感がなかったのが記憶にありますね」と述べている。
デヴィッド・パーマーがゲストとして参加する事になった経緯は、高橋の要望やコネクションによる部分が大きく、パーマーの演奏に関して細野は「とても正確でシビアなものだったんで、やりやすかったですね」と述べている。
最終的なミックスダウンの場に細野は携わっているが、「もしも体はいたとしても、心はいなかったので、いないのも同然ですね」と述懐している。

## 構成
当日演奏された曲の内、「Shadows On The Ground」、「Perspective」、「The Madmen」、「Limbo」、「Chinese Whispers」は未収録となった。
1枚目1曲目の「Propaganda」は後半部分のみのショートバージョンとなっており、『コンプリート・サーヴィス』にてフルバージョンが収録された。
2枚目9曲目の「Firecracker」の部分では演奏終了後に流れた会場アナウンスも収録されている。

## リリース
1984年2月22日にアルファレコードよりLP盤2枚組、カセットテープの2形態でリリースされた。初回版のみレッド・ヴィニール、カスタム・レーベル仕様。
1984年6月25日に初CD化されたが、「Focus」、「Kai-Koh」、「See-Through」が収録時間の都合でカットされた。
その後も1987年3月25日、1992年3月21日、1994年6月29日とCDのみ再発。
1998年1月15日には紙ジャケット仕様・CD2枚組にて再リリースされた。この版よりカットされた前述の3曲は再び収録されるようになった。
1999年9月22日には細野監修によるリマスタリングが施され、ライナーノーツを高野寛が担当する形で東芝EMIより再リリースされた。
2003年1月22日には坂本監修により紙ジャケット仕様にてソニー・ミュージックハウスより再リリース、音源は1999年の細野監修によるものが採用された。
2010年9月29日にはブルースペックCDとして、2019年8月28日にはSACDハイブリッドとして再リリースされた。

## 批評
| 専門評論家によるレビュー | 専門評論家によるレビュー |
| レビュー・スコア         | レビュー・スコア         |
| 出典                     | 評価                     |
| ------------------------ | ------------------------ |
| コンパクトYMO            | 肯定的                   |
| CDジャーナル             | 肯定的                   |

音楽本『コンパクトYMO』にてライターの田山三樹は、後に『コンプリート・サーヴィス』がリリースされた事などを受け、本作を「YMOのカタログの中では中途半端な位置づけにいる」と指摘、また散開コンサートツアーでは全面的なプリプロを行っていたために会場ごとの音色や演奏の違いが大幅に減少した事に対して、「コアなファンには物足りない印象があるが、反面、ライヴでのシンセ・バンドの方法論を確立したともいえ、この時代にここまで完成度の高いプリプロを作り上げたYMOの力量を評価すべきだろう」と肯定的に評価した。ただし、『浮気なぼくら』以降のクリーンなシンセ・サウンドの確立はTM NETWORKなどに影響を与えたとし、「YMO最大の功罪」であると指摘した。
音楽情報サイト『CDジャーナル』では、「考えてみれば才能あふれる彼らは、今までずっと我々にサーヴィスし続けてくれたのかもしれない」と本作の存在意義を肯定的に評価した他、「ドラムにデヴィッド・パーマーを加え、バッキングにテープを使用したサウンドは、YMOのファースト・フィナーレにふさわしい完成度の高さ」と絶賛した。

## チャート成績
オリコンチャートで最高位2位となり、売上枚数は累計で12.3万枚となった。

## 収録曲
| 全編曲: YMO。 |                                |                  |           |       |
| #             | タイトル                       | 作詞             | 作曲      | 時間  |
| 1.            | 「Propaganda」                 |                  | YMO       | 1:53  |
| 2.            | 「Tong Poo / 東風 」           |                  | 坂本龍一  | 5:06  |
| 3.            | 「Behind The Mask」            | クリス・モスデル | 坂本龍一  | 4:33  |
| 4.            | 「Solid State Survivor」       | クリス・モスデル | 高橋幸宏  | 4:09  |
| 5.            | 「La Femme Chinoise / 中国女」 | クリス・モスデル | 高橋幸宏  | 5:02  |
| 合計時間:     | 合計時間:                      | 合計時間:        | 合計時間: | 20:43 |

| 全編曲: YMO。 |                    |                              |                    |       |
| #             | タイトル           | 作詞                         | 作曲               | 時間  |
| 6.            | 「Ongaku / 音楽」  | 坂本龍一                     | 坂本龍一           | 3:27  |
| 7.            | 「Focus」          | 細野晴臣、ピーター・バラカン | 細野晴臣、高橋幸宏 | 3:47  |
| 8.            | 「Ballet」         | 高橋幸宏、ピーター・バラカン | 高橋幸宏           | 4:37  |
| 9.            | 「Wild Ambitions」 | 細野晴臣                     | 細野晴臣、坂本龍一 | 5:15  |
| 10.           | 「Kai-Koh / 邂逅」 | 坂本龍一                     | 坂本龍一           | 4:09  |
| 合計時間:     | 合計時間:          | 合計時間:                    | 合計時間:          | 21:15 |

| 全編曲: YMO。 |                                 |                              |                    |       |
| #             | タイトル                        | 作詞                         | 作曲               | 時間  |
| 1.            | 「Expecting Rivers / 希望の河」 | 高橋幸宏                     | 高橋幸宏、坂本龍一 | 4:48  |
| 2.            | 「See-Through」                 | ピーター・バラカン           | YMO                | 3:40  |
| 3.            | 「Key / 手掛かり」              | 細野晴臣、ピーター・バラカン | 細野晴臣、高橋幸宏 | 4:29  |
| 4.            | 「Technopolis」                 |                              | 坂本龍一           | 4:14  |
| 5.            | 「Rydeen 」                     |                              | 高橋幸宏           | 4:04  |
| 合計時間:     | 合計時間:                       | 合計時間:                    | 合計時間:          | 21:15 |

| 全編曲: YMO。 |                                            |                              |                    |       |
| #             | タイトル                                   | 作詞                         | 作曲               | 時間  |
| 6.            | 「You've Got To Help Yourself / 以心電信」 | 細野晴臣、ピーター・バラカン | 坂本龍一、高橋幸宏 | 4:15  |
| 7.            | 「過激な淑女」                             | 松本隆                       | YMO                | 4:21  |
| 8.            | 「君に、胸キュン。－浮気なヴァカンス－」   | 松本隆                       | YMO                | 4:31  |
| 9.            | 「Firecracker」                            |                              | マーティン・デニー | 6:01  |
| 合計時間:     | 合計時間:                                  | 合計時間:                    | 合計時間:          | 19:08 |

## スタッフ・クレジット

### イエロー・マジック・オーケストラ
- 細野晴臣 - キーボード、ベース、ボーカル
- 坂本龍一 - キーボード、ボーカル
- 高橋幸宏 - ドラムス、パーカッション、キーボード、ボーカル

### 参加ミュージシャン
- デヴィッド・パーマー （ex. ABC） - ドラムス

### スタッフ
- 小池光夫 - レコーディング、ミックス・エンジニア
- 土井章嗣 - アシスタント・エンジニア
- 三好シンジ - アシスタント・エンジニア
- YMO - ミックス・エンジニア
- 笠井鉄平（CBS・ソニー信濃町スタジオ） - マスタリング・エンジニア
- 井上嗣也 - アート・ディレクション
- Beans - デザイン
- 小尾一介 - A & Rコーディネーター
- 三浦憲治 - インサイド・フォト

## リリース履歴
| No. | 日付          | 国名                 | レーベル                       | 規格             | 規格品番                        | 最高順位 | 備考                                                             |
| --- | ------------- | -------------------- | ------------------------------ | ---------------- | ------------------------------- | -------- | ---------------------------------------------------------------- |
| 1   | 1984年2月22日 | 日本                 | アルファレコード / YEN         | LP CT            | YLR-40001/2 (LP) YLC-40001 (CT) | 2位      | LP初回版はレッド・ヴィニール、カスタム・レーベル仕様             |
| 2   | 1984年        | オランダ             | Pick Up Records                | LP               | LPU 0004                        | -        |                                                                  |
| 3   | 1984年6月25日 | 日本                 | アルファレコード               | CD               | 38XA-14                         | -        | CD1枚組（「Focus」、「Kai-Koh」、「See-Through」未収録）         |
| 4   | 1987年3月25日 | 日本                 | アルファレコード               | CD               | 32XA-145                        | -        | CD1枚組（「Focus」、「Kai-Koh」、「See-Through」未収録）         |
| 5   | 1992年3月21日 | 日本                 | アルファレコード               | CD               | ALCA-295                        | -        | CD1枚組（「Focus」、「Kai-Koh」、「See-Through」未収録）         |
| 6   | 1992年        | アメリカ合衆国       | Restless Records               | CD               | 7 72707-2                       | -        | CD1枚組（「Focus」、「Kai-Koh」、「See-Through」未収録）         |
| 7   | 1994年6月29日 | 日本                 | アルファミュージック           | CD               | ALCA-9048                       | -        | CD1枚組（「Focus」、「Kai-Koh」、「See-Through」未収録）         |
| 8   | 1998年1月15日 | 日本                 | アルファミュージック           | CD               | ALCA-5225/6                     | -        | CD2枚組完全盤、紙ジャケット仕様                                  |
| 9   | 1999年9月22日 | 日本                 | 東芝EMI                        | CD               | TOCT-24243/4                    | -        | 細野晴臣監修、リマスタリング盤、ライナーノーツ：高野寛           |
| 10  | 2003年1月22日 | 日本                 | ソニー・ミュージックハウス     | CD               | MHCL 213/4                      | 77位     | 坂本龍一監修、紙ジャケット仕様                                   |
| 11  | 2004年        | イギリス、ヨーロッパ | エピック・レコード             | CD               | 513453 2                        | -        |                                                                  |
| 12  | 2010年9月29日 | 日本                 | ソニー・ミュージックダイレクト | ブルースペックCD | MHCL-20111/2                    | 263位    | 1999年リマスタリング音源、紙ジャケット仕様、スーパーピクチャーCD |
| 13  | 2019年8月28日 | 日本                 | ソニー・ミュージックダイレクト | SACDハイブリッド | MHCL-10120/1                    | -        | Bob Ludwigリマスタリング音源                                     |